# Tres dies de De Panne-Koksijde 2011
Els Tres dies de De Panne-Koksijde 2011, 35a edició de la cursa ciclista Tres dies de De Panne-Koksijde, es van disputar entre el 29 i el 31 de març de 2011 sobre un recorregut de 538,7 quilòmetres repartits entre tres etapes, la darrera d'elles dividida en dos sectors, el segon d'ells una contrarellotge individual. La cursa formà part de l'UCI Europa Tour 2011 amb una categoria 2.HC.
El vencedor final fou el belga Sébastien Rosseler (Team RadioShack) que superà en tan sols 6" al neerlandès Lieuwe Westra (Vacansoleil-DCM), gràcies a la victòria en la contrarellotge individual final. El polonès Michał Kwiatkowski (Team RadioShack) acabà en tercera posició final.

## Equips participants
En aquesta edició hi van prendre part 23 equips:
- 12 ProTeams: Vacansoleil-DCM, Rabobank ProTeam, HTC-Highroad, Omega Pharma-Lotto, Lampre-ISD, Team Katusha, Team Sky, Liquigas-Cannondale, Team RadioShack, Astana Qazaqstan Team, BMC Racing Team, Quick Step
- 11 equips continentals professionals: Cofidis, FDJ, Saur-Sojasun, Skil-Shimano, Colnago-CSF Inox, Team Europcar, Topsport Vlaanderen-Mercator, Veranda's Willems-Accent, Landbouwkrediet, UnitedHealthcare, Team NetApp

## Etapes
| Etapes | Data       | Recorregut             |  | Km    | Vencedor d'etapa         | Líder de la general      | Ref. |
| ------ | ---------- | ---------------------- |  | ----- | ------------------------ | ------------------------ | ---- |
| 1      | 29 de març | Middelkerke - Zottegem |  | 194,0 | André Greipel (GER)      | André Greipel (GER)      |      |
| 2      | 30 de març | Oudenaarde - Koksijde  |  | 219,0 | Denís Galimziànov (RUS)  | Lieuwe Westra (NED)      |      |
| 3 A    | 31 de març | De Panne - De Panne    |  | 111,0 | Jacopo Guarnieri (ITA)   | Bert De Backer (BEL)     |      |
| 3 B    | 31 de març | De Panne - De Panne    |  | 14,7  | Sébastien Rosseler (BEL) | Sébastien Rosseler (BEL) |      |

## Classificació final
|    | Ciclista                 | Equip                 | Temps       |
| -- | ------------------------ | --------------------- | ----------- |
| 1  | Sébastien Rosseler (BEL) | Team RadioShack       | 12h 21' 33" |
| 2  | Lieuwe Westra (NED)      | Vacansoleil-DCM       | + 6"        |
| 3  | Michał Kwiatkowski (POL) | Team RadioShack       | + 14"       |
| 4  | Sylvain Chavanel (FRA)   | Quick Step            | + 18"       |
| 5  | Bert Grabsch (GER)       | Team HTC-High Road    | + 22"       |
| 6  | Andrí Hrivko (UKR)       | Astana Qazaqstan Team | + 24"       |
| 7  | Dmitriy Muravyev (KAZ)   | Team RadioShack       | + 26"       |
| 8  | Rick Flens (NED)         | Rabobank ProTeam      | + 30"       |
| 9  | Tomas Vaitkus (LTU)      | Astana Qazaqstan Team | + 34"       |
| 10 | Cyril Lemoine (FRA)      | Saur-Sojasun          | + 50"       |

## Evolució de les classificacions
| Etapa | Vencedor           | Classificació general | Classificació per punts | Classificació de la muntanya | Classificació dels esprints | Classificació per equips | Combativitat             |
| ----- | ------------------ | --------------------- | ----------------------- | ---------------------------- | --------------------------- | ------------------------ | ------------------------ |
| 1     | André Greipel      | André Greipel         | André Greipel           | Laurens De Vreese            | Bert De Backer              | Vacansoleil-DCM          | Pim Ligthart             |
| 2     | Denis Galimzyanov  | Lieuwe Westra         | Peter Sagan             | Laurens De Vreese            | Bert De Backer              | Vacansoleil-DCM          | Guillaume Van Keirsbulck |
| 3a    | Jacopo Guarnieri   | Bert De Backer        | Denis Galimzyanov       | Lieuwe Westra                | Bert De Backer              | Skil-Shimano             | Frederico Canuti         |
| 3b    | Sébastien Rosseler | Sébastien Rosseler    | Denis Galimzyanov       | Lieuwe Westra                | Bert De Backer              | Team RadioShack          | Lieuwe Westra            |
| Final | Final              | Sébastien Rosseler    | Denis Galimzyanov       | Lieuwe Westra                | Bert De Backer              | Team RadioShack          | no entregat              |